# ルスエアー9605便墜落事故
ルスエアー9605便墜落事故（ルスエアー9605びんついらくじこ）は2011年6月20日にモスクワのドモジェドヴォ空港発ペトロザヴォーツク行きの国内定期便、ルスエアー9605便（機材:Tu-134A-3）がペトロザヴォーツク空港付近に墜落した事故である。
事故機は悪天候の中をアプローチ中の現地時間23時40分 (19:40 UTC) 過ぎに滑走路の約1,200 m (3,900 ft)手前にあるA133高速道路へ墜落し、搭乗していた52人のうち47人が死亡した。この事故の結果、全てのTu-134がロシアでの商業サービスから撤退した。なお、同便は当初ルスライン243便として運航される予定であった。

## 事故機

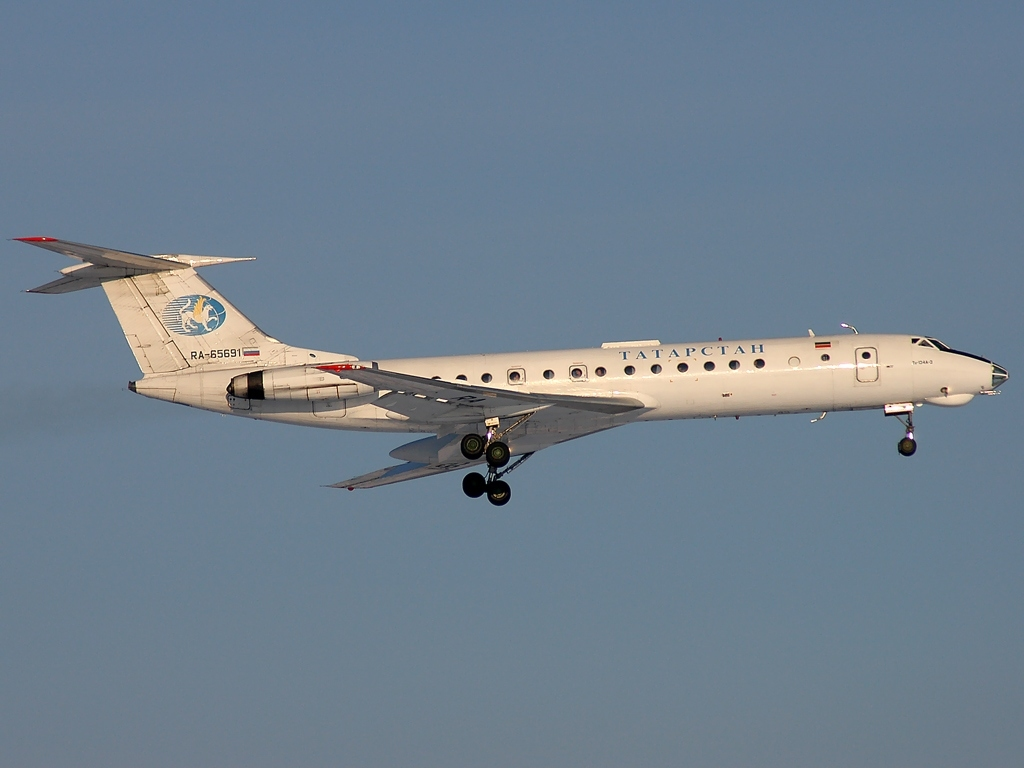
2009年に撮影された事故機（タタールスタン航空での運用中）

事故機はTu-134A-3（機体記号RA-65691、c/n63195）であり、1980年に製造され初飛行が行われた。

## 事故概要

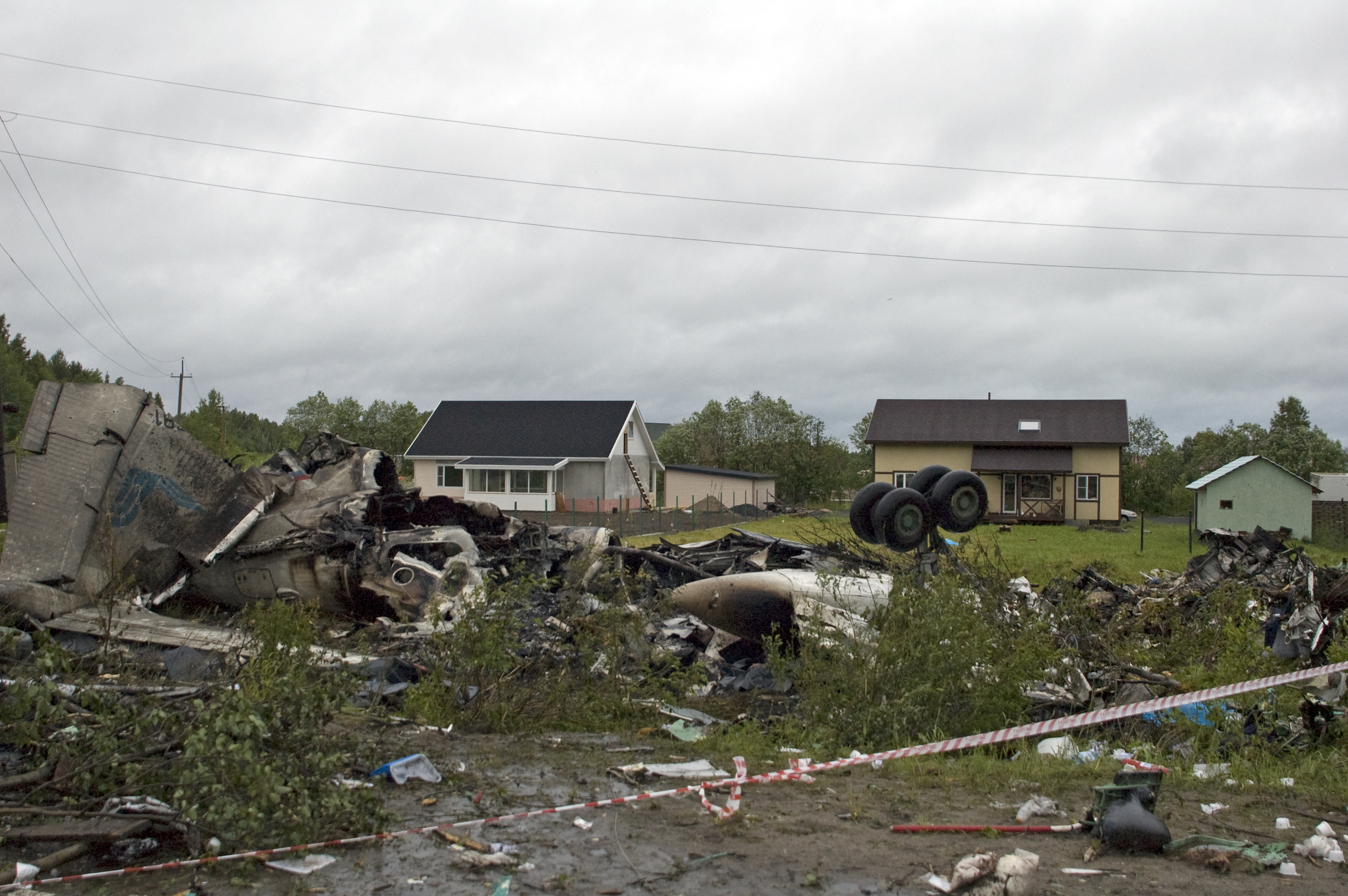
事故機の残骸

同機はペトロザヴォーツク空港への最終進入中にA133高速道路（滑走路の約1,200 m (3,900 ft)手前に位置）に墜落した。事故原因はすぐには判明しなかった。事故は現地時間の深夜0時頃に、報告によれば濃霧などの悪天候の中で発生したが、事故機は墜落前に高速道路へ着地しようとしたと見られる。連邦航空輸送局の局長は事故機は墜落前に高さ15-メートル (49 ft)の松の木に接触しており、また事故前に機内で火災や爆発は起きていなかったと述べた。
空港職員によると、事故機はコースから約200メートル (660 ft)外れて飛行しており、適切な時点よりかなり早く降下を開始した。ペトロザヴォーツクの地上管制は視界不良と悪天候のため、パイロットにアプローチをやり直すよう勧めたと述べた。職員によると、パイロットはこのままアプローチを試みると返答し、着陸させることができると述べた。事故が発生したカレリア共和国の緊急対応省の事務所によると、事故機との交信は事故直前の現地時間23時40分 (19:40 UTC) に途絶えた。

## 死傷者

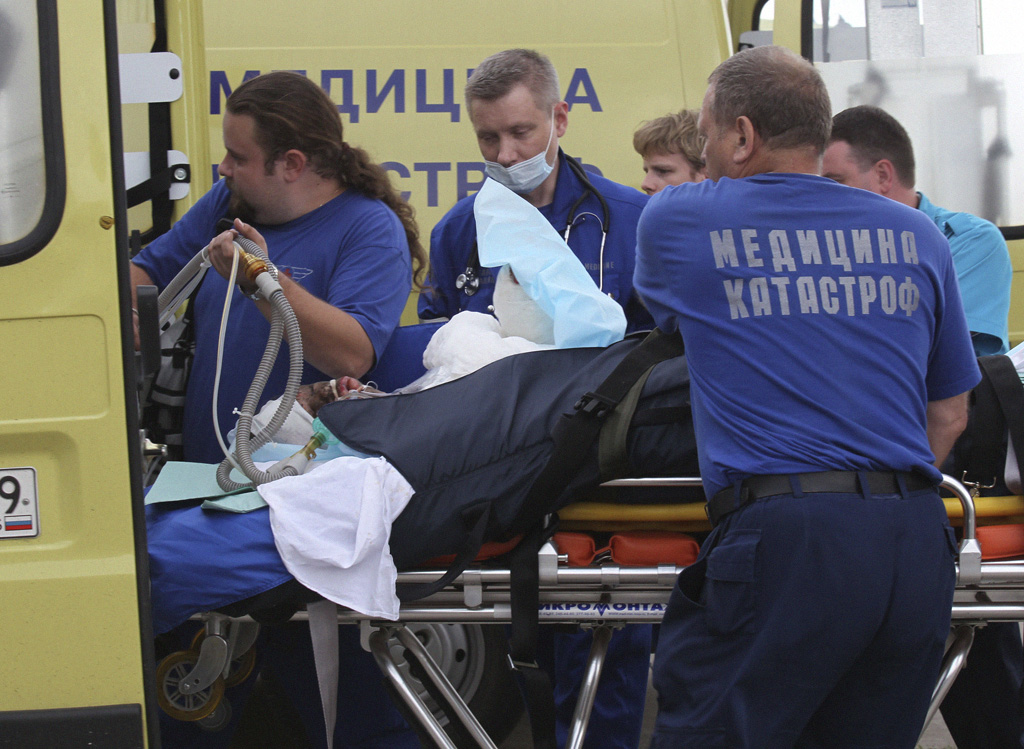
ラメンスコエ空港での救助活動

乗客43人と乗員9人の計52人が搭乗していたが、47人が死亡し5人が負傷した。生存者のうち、1人は客室乗務員であった。その他の乗員は死亡した。
| 国籍                               | 死者数 | 負傷者数 |
| ---------------------------------- | ------ | -------- |
| ロシア人                           | 38     | 5        |
| ロシア人 / アメリカ人 （多重国籍） | 4      |          |
| ウクライナ人                       | 2      |          |
| ベラルーシ人                       | 1      |          |
| オランダ人                         | 1      |          |
| スウェーデン人                     | 1      |          |
| 合計                               | 47     | 5        |

墜落を生き延びた3人はその後負傷が元で死亡した。

### 有名な犠牲者
FIFAのサッカー審判員Vladimir PettayやGidropressのCEO兼チーフデザイナーのSergei Ryzhov、副CEO兼チーフデザイナーのGennady Banyuk、ロシアのVVER-1000（インドのクダンクラム原子力発電所およびイランのブーシェフル原子力発電所用）のチーフデザイナーNikolai Trunovもこの事故で死亡した。

## 事故後
事故現場の火災は6月21日の1時00分までに鎮火した。負傷者は当初現地の病院へ搬送されたが、医者や心理学者を乗せたIl-76でモスクワへ輸送する計画が立てられた。
6月23日、ロシア政府職員の会議で、事故の結果として政府は全てのTu-134を商業サービスから撤退させ、対地接近警報装置を搭載しない定員9人以上または重量5,700キログラム (12,600 lb)以上の航空機の運航を禁止する予定であるということが発表された。

## 調査
2011年9月、事故についての報告書が国家間航空委員会により発行された。委員会によると、事故の主因は乗員がゴーアラウンドを拒否したことと、進入灯やランドマークを視認できない場合の最低安全高度を過ぎてもさらに降下したことであった。これにより木々や地形に衝突した。 
その他の要因には次のものが含まれる。
- アプローチ中の不十分なクルー・リソース・マネジメント (CRM) 。軽度のアルコール中毒のためますます活動的になっている航空士[18]の意思に対して、機長は服従する状態にあった。また、アプローチの最終段階で、航空機制御の輪から副操縦士が事実上排除されていた。
- 軽度のアルコール中毒 (0.08 ‰) であった航空士のパフォーマンス。
- ペトロザヴォーツクでの視程や雲底、霧などに関する不当な気象予報、および runway approach 12 における伝達された天気と実際の天気の不一致。
- 最終進入中に航空機の統合制御に自動方向探知機 (ADF) やその他の機器を使用せず、衛星航法システムKLN-90Bを使用したこと。これは最終進入中のGPS情報の使用を禁じる飛行規定に違反している[19][20]。